# Paineñamcu
Paineñamcu, Paynenancu o Alonso Díaz, fue un toqui (o Cacique general) que dirigió al pueblo mapuche entre 1574 y 1584. 

## Biografía
Su nombre español era Alonso Díaz y fue un soldado español mestizo, que, ofendido porque el gobernador de Chile no lo promoviera a oficial de rango de Alférez, decidió pasarse al bando de los mapuches en 1572. Tomó el nombre mapuche de Paineñamcu y, gracias a su capacidad militar, en 1574 fue elegido toqui, tras la muerte de Paillataru.
Fue capturado en una batalla en 1584 y salvó inicialmente la vida cuando indicó a sus captores la ubicación de un rebelde español y un mulato que eran líderes en el ejército mapuche. Fue ejecutado ese mismo año en Santiago cuando los españoles pensaron que mantenía comunicación con los mapuches de la rebelión. Cayancura le sucedió como toqui después de su captura.